# Колосняк песчаный
Колосня́к песча́ный (лат. Léymus arenárius) — вид травянистых растений рода Колосняк (Leymus) семейства Злаки, или Мятликовые (Poaceae).

## Ботаническое описание

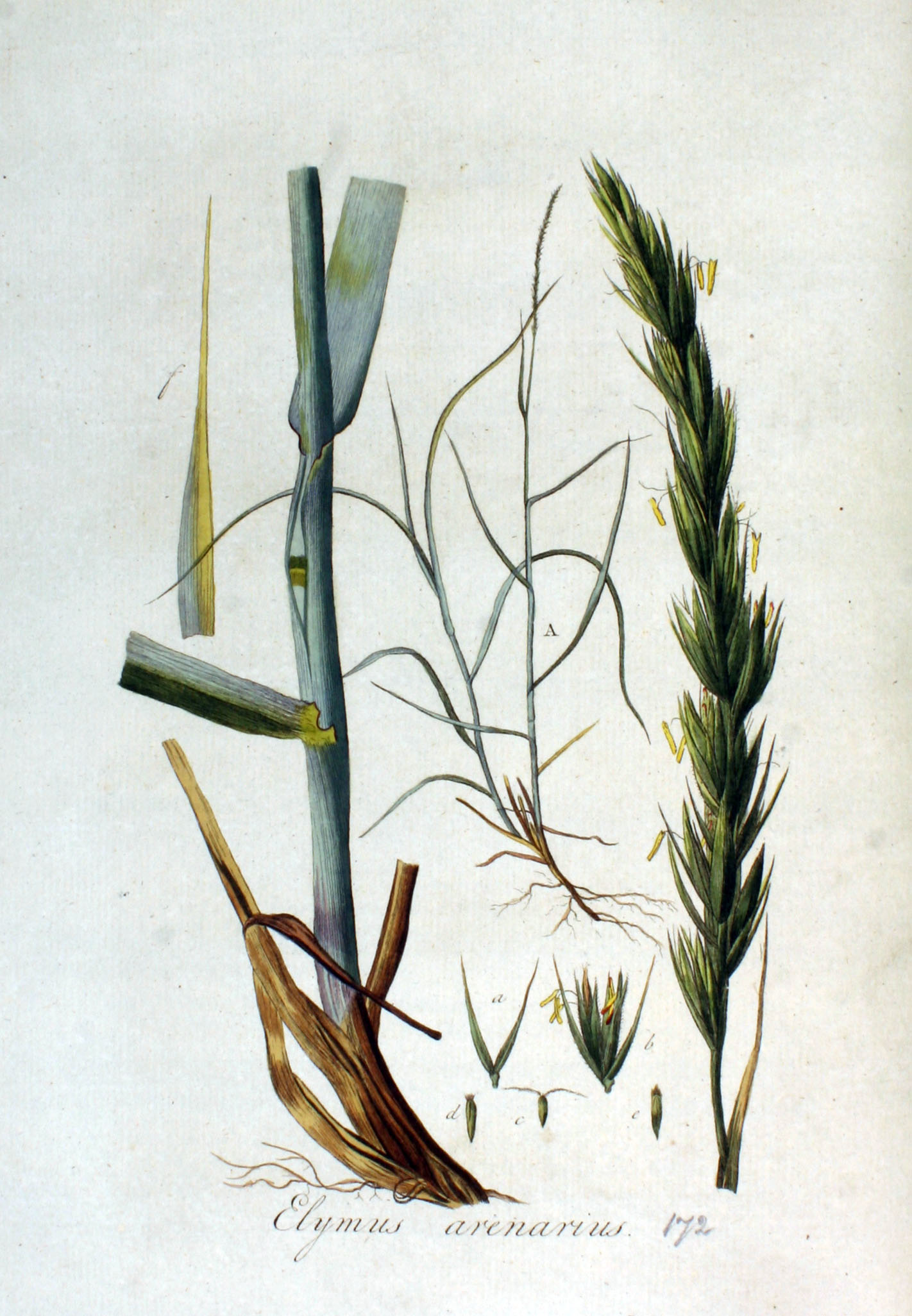
Колосняк песчаный.

Многолетние травянистые растения. Корневище шнуровидное, ползучее, с побегами. Стебли прямые, крепкие и очень толстые, гладкие и сизоватые, 60—150 см высотой и 4—12 мм толщиной. Листья жёсткие и сизоватые, более или менее вдоль свёрнутые, реже плоские и тогда достигающие 10 и более мм шириной, по краям и на верхней стороне слегка шероховатые от очень коротких и жестковатых волосков, снизу и влагалища гладкие; язычок короткий (1—1,5 мм длиной), плоско обрезанный, зазубренный и по краям реснитчатый.
Колос прямой, густой, длинный и толстый, 15—33 см длиной и 1,5—2,5 см шириной, ось его голая, лишь по ребрам реснитчатая, членики её 4—6 мм длиной. Колоски сидят по 3—6 вместе, 3—5-цветковые, 12—20 мм длиной. Колосковые чешуйки жёсткие, узко-ланцетовидные или ланцетовидно-шиловидные, глянцевитые, с 2—4 слабо заметными жилками, 15—30 мм длиной и 1—2 мм шириной. Наружные прицветные чешуйки короче их, 8—14 мм длиной, яйцевидно-ланцетовидные, заострённые, без ости, с 7 жилками, покрытые на всей поверхности или же за исключением верхушки довольно длинными мало отстоящими волосками. Внутренняя прицветная чешуйки обыкновенно голая и по килям гладкая. 2n=56.

## Распространение
Естественная область распространения находится в северной половине Европы. Встречается на приморских песках на севере европейской части России. Занесён или интродуцирован в Северную Америку и Гренландию.

## Хозяйственное значение и применение
Пастбищное и сенокосное кормовое растение. Используется также в качестве закрепителя песков.
В Исландии муку из зёрен колосняка песчаного примешивают при приготовлении хлеба.